# Halsön, Luleå kommun

Halsön är en ö i Nederluleå socken i Luleå kommun, i Ersnäsfjärden, en kilometer öster om Granön och tre kilometer väster om Kallaxön. Ön har en yta på 1,7 kvadratkilometer.
Halsön tillhörde i äldre tid Måttsund. 1863 flyttade den avskedade soldaten Gustaf Hansson till ön och bosatte sig först i en jordkula innan han lät uppföra ett riktigt torp på Halsön. Efter hans död delades torpet mellan två av hans barn. Den siste bofaste torparen flyttade från ön 1948. Idag finns även omkring 65 fritidshus på ön samt sedan 2009 även en permanentbostad.